# Diarmaid
Diarmaid (ook Diarmis of Dermot) ( - c. 542) was een Ierse geestelijke. Hij was de stichter van het klooster van Innis-Closran (of Inchcleraun) in Ierland en werd er abt. Hij werd geestelijk leidsman van de heilige Kiernan van Clonracnois eilanden. Diarmaid bouwde 7 kerken op het Quaker Island.
Zijn feestdag is op 10 januari.